# NGC 5823
NGC 5823 is een open sterrenhoop in het sterrenbeeld Passer. Het hemelobject werd op 8 mei 1826 ontdekt door de Schotse astronoom James Dunlop.

## Synoniemen
- OCL 936
- ESO 176-SC11